# Tekameli
|  | No s'ha de confondre amb Centre d'Art Contemporani Walter Benjamin. |

Tekameli (nom creat a base de caló català i que significa "t'estimi") és un grup musical de gitanos perpinyanencs que es va constituir al voltant dels germans Espinàs, Jean Soler i Julio Bermudez, a principis dels anys 90 al barri de Sant Jaume de Perpinyà. La seua música d'inspiració diversa es fonamenta essencialment sobre la rumba catalana (inspirats pels barcelonins Peret i El Pescaílla) i Flamenca, la música local dels gitanos, un barreja de ritmes llatinoamericans amb flamenc. També han cantat cançons de temàtica religiosa evangelista.
Fills i néts de pastors, descendents directes d'una de les primeres famílies de Perpinyà convertides a la fe evangèlica, els Tekameli s'inspiren profundament en les cançons interpretades a les esglésies. Una qüestió de cor i de família, la cançó gitana és l'especialitat de la família Espinas. En comparació amb el del seu pare Antoine, però, el repertori s'ha modernitzat i secularitzat, i avui les lletres cantades també tracten temes com les drogues o la sida, malauradament coneguts al barri de Saint-Jacques de Perpinyà on viuen els components de la banda.
Una de les millors i més notables bandes sorgides de l'escena gitana catalana francesa durant els últims temps, són sens dubte un dels exponents més autèntics del gènere. Enregistren a la Casa Musicale de Perpinyà, un espai que reflecteix la diversitat cultural de la ciutat.
En un CD de l'any 1994 (Chants religieux gitans) incorporaven qualques temes en català.
Al maig del 1997 varen representar la Catalunya del Nord en un festival de rumba que té lloc a Perpinyà.
El grup, que ha conegut canvis diversos a la seua composició consta actualment de tres membres.
Tekameli van actuar al Concert "Bressola de Nadal" que es va celebrar el 15 de desembre de 2010, al Petit Palau del Palau de la Música Catalana.

## Discografia
- Chants religieux gitans (1994)
- Ida y vuelta (1999)
- Escolteu (2008)